# Ян Фейт
Ян (Йогннес) Фейт (Jan Fyt; 15 березня 1611, Антверпен — 11 вересня 1661, Антверпен) — живописець і гравер фламандського бароко. Один із провідних художників анімалістичного жанру XVII століття у Нідерландах. Відомий вишуканими натюрмортами з дичиною, квітами та фруктами, зображеннями тварин та трофеїв полювання.

## Життєпис
Ян Фейт народився в Антверпені, у сім'ї багатого торговця. У 1621 році Фейт був зареєстрований в антверпенській Гільдії Святого Луки як учень Ганса ван ден Берха, також відомого як Ян ван ден Берх. З 1629 по 1631 навчався живопису у Франса Снейдерса і до 1631 року працював у його майстерні. У 1630 році став майстром Гільдії Святого Луки.
У 1633–1640 роках Ян Фейт відвідав Париж, Рим, Венецію та міста Голландії. У деяких місцях Фейт осідав і довго працював. Особливо він полюбив Італію, куди він повертався багато разів. У Венеції він виконував замовлення знатних сімей Сагредо та Контаріні. З 1635 жив у Римі. Тут Фейт приєднався до товариства «Перелітні птахи» — об'єднання іноземних художників, які прибували до католицького Риму з північних країн (переважно Нідерландів та Німеччини). У суспільстві прийнято брати собі нове ім'я. Фейт отримав ім'я «Снігур». Під час свого перебування в Італії він, найімовірніше, також відвідав Неаполь, Флоренцію та Геную. Італійський історик мистецтва Пеллегріно Антоніо Орланді заявив у своїй «Азбуці живопису», видання 1704, що Ян Фейт також знаходився в Іспанії та Англії.
У 1641 році Фейт повернувся до Антверпена, де він залишався активним до кінця свого життя, за винятком короткої поїздки в Голландську Республіку, яку він, як вважають, здійснив у тому ж році. Фейт керував великою майстернею в Антверпені, яка виготовляла безліч копій його творів. 22 березня 1654 року Ян Фейт одружився з Франсуазою ван де Санде, у шлюбі народилося четверо дітей.
Сучасники цінували митця за його мисливські натюрморти. Крім того, Фейт писав тварин і натюрморти з фруктами і квітами. Фейт став багатою людиною і підтримував ділові відносини з меценатами та торговцями як усередині країни, так і за кордоном. Його ім'я часто згадується в судових документах у зв'язку зі суперечками та майновими позовами з іншими художниками та членами його власної родини.
1650 року Ян Фейт приєднався до антверпенської «Гільдії католиків», або «Братства романістів». Умовою членства було відвідування Риму. 1652 року Гільдія обрала Фейта своїм деканом. Ян Фейт помер у Антверпені 11 вересня 1661 року. Серед учнів Фейта були Пітер Буль, Давид Конінк та Якоб ван дер Керкховен.

## Творчість
Був майстром натюрморту і анімалістичного жанру. Фейт вважається найкращим фламандським майстром натюрмортів після Франса Снейдерса.
Картини Яна Фейта відрізняються декоративною ефектністю композицій, вишуканістю сріблястого, багатого тональними переходами і відтінками колориту, віртуозною передачею шовковистого пір'я птахів, фактури вовни тварин, плодів, квітів тощо («Биті птиці», «Собака, що обнюхує куріпок», «Півень і індик», «Фрукти і папуга»).
У картинах Яна Фейта об'єкти у стилі Франса Снейдерса поєднуються із потужними ефектами Рембрандта з додавання більшого світла, застосуванням сонячних променів на картинах. Особливо це помітно в зображенні ведмежого та кабанячого полювання.

## Особливості мальовничої манери та стилю
Ян Фейт писав традиційні для фламандської школи живопису квіти та фрукти; він майстерно передавав світлотінь та матеріальні якості предметів, уникаючи жорстких контурів. Художник був продуктивним і, як вважають, написав близько 280 картин, багато з яких підписано і датовано. Його роботи були затребувані відомими колекціонерами творів мистецтва на той час і нині перебувають у приватних колекціях та зборах багатьох музеїв. Натюрморти з тваринами роботи Фейта, як правило, вишуканіші, ніж у Франса Снейдерса, оскільки він задовольняв насамперед уподобання аристократичних замовників і знавців живопису. На колорит його картин вплинуло знайомство з італійським мистецтвом, та його фарби яскравіші, ніж у натюрмортах Снейдерса. Його роботи відрізняються експресією мазка, динамічністю композиції та декоративністю. Художник особливо майстерний у тонкій передачі різних текстур хутра та оперення зображуваних ним тварин та птахів. Його техніка філігранна.
Крім живопису Фейт багато займався гравіруванням у техніці офорту за своїми малюнками, а також із зображеннями тварин і птахів.